# Marshalls
Marshalls (англ. Маршаллс) — американська мережа дискаунт магазинів, до якої входить понад 750 магазинів у 48 штатах США та Пуерто-Рико. З березня 2011 року компанія почала працювати в Канаді.